# Med själ och hjärta
Med själ och hjärta är ett samlingsalbum från 1994 av Svante Thuresson med inspelningar från åren 1965–79.

## Låtlista
1. Regn i min själ (Teddy Randazzo/Victoria Pike/Mats Hallgren) – 2'36
2. Har ni hört? (Bobby Womack/Mats Hallgren) – 2'31
3. En männ'ska du gärna vill älska (Victor Millrose/Tony Bruno/Beppe Wolgers) – 2'07
4. Från och med nu (Leslie Bricusse/Olle Adolphson) – 3'17
5. Bland polarna (Jimmy Van Heusen/Sammy Cahn) – 3'15
6. Om det är fel att älska dej (Homer Banks/Raymond Jackson/Carl Hampton/Rolf Wikström) – 3'46
7. Kärlekens fjäril (Bob Lind/Thorstein Bergman) – 2'12
8. Det känns skönt – det känns bra (Jean-Pierre Sabard/Vine Buggy/Hugues Aufray/Robert Broberg) – 2'44
9. Jag ska vara hos dej i kväll (Bob Dylan/Svante Thuresson) – 2'53
10. Nygammal vals (Bengt-Arne Wallin/Björn Lindroth) – 3'09
11. Du ser en man (Burt Bacharach/Hal David/Sven Olov Bagge) – 4'01
12. Ivar (Jim Croce/Bo Carlgren) – 2'09
13. Du ger mig kärlek (Michael McDonald/Rolf Wikström) – 4'59
14. Var finns det ord? (Leslie Bricusse/Olle Adolphson) – 2'37
15. Sommarflicka (Pugh Rogefeldt) – 3'19
16. Vår egen gata (Bengt-Arne Wallin/Björn Lindroth) – 3'33
17. Vem kan svara på min fråga? (Calvin Lewis/Andrew Wright/Mats Hallgren) – 3'19
18. Ingen gör någonting (Joe South/Mats Hallgren) – 3'27
19. Dröm ur dina drömmars glas (Neil Young/Mats Hallgren) – 3'37
20. Jag har nära nog nästan allt (Bob Dorough/Beppe Wolgers) – 2'35
21. Simma (Felix Cavaliere/Eddie Brigati/Olle Adolphson) – 3'05
22. Så många drömmar som jag drömt har ingen drömt (Pugh Rogefeldt) – 4'19

## Medverkande
- Svante Thuresson – sång
- Gals and Pals – sång (5)
- Ulla Hallin – sång (11)
- Siw Malmkvist – sång (14)
- med flera

### Fotnoter
1. ↑  ”Svensk mediedatabas”. http://smdb.kb.se/catalog/id/001505268. Läst 10 oktober 2011.